# 青森県道271号赤川停車場線
青森県道271号赤川停車場線（あおもりけんどう271ごう あかがわていしゃじょうせん）は、青森県むつ市を通る一般県道である。

## 概要
JR大湊線赤川駅からむつ市田名部のむつ市立第三田名部小学校付近で国道279号に至る短距離路線である。

### 路線データ
- 起点 : 赤川停車場[1]
- 終点 : 国道二七九号交点（むつ市）[1]

## 歴史
- 1961年（昭和36年）2月10日 - 青森県道に認定される[1]

## 地理

### 交差する路線
- 青森県道176号赤川下北停車場線（むつ市赤川町）
- 国道279号（むつ市大曲、終点）

### 沿線の施設など
- むつ市立第三田名部小学校
- JR大湊線赤川駅